# Koszula Dejaniry

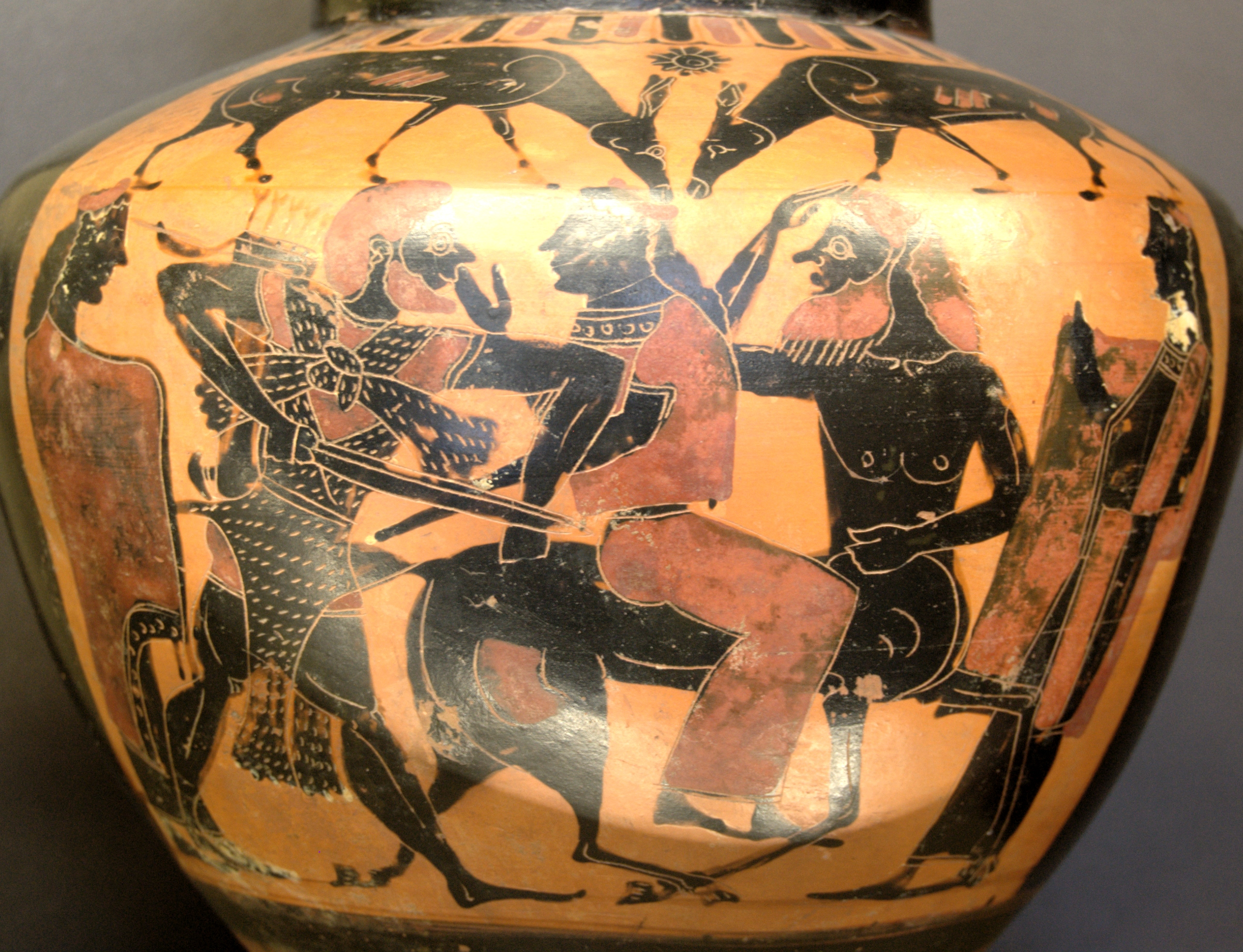
Herakles, Dejanira i Nessos (scena z attyckiej hydrii, VI wiek p.n.e.)

Koszula (szata, suknia) Dejaniry – w mitologii greckiej szata, która posłana przez żonę Dejanirę, spowodowała śmierć Heraklesa.
Zgodnie z obietnicą daną w Hadesie Meleagrowi, bohater poślubił jego siostrę Dejanirę, o którą musiał stoczyć walkę z rzecznym bogiem Acheloosem. Podczas przeprawy Heraklesa z małżonką przez wezbraną rzekę, Dejanirę zdradziecko porwał centaur Nessos, którego heros uśmiercił zatrutą strzałą. Umierając centaur doradził Dejanirze, by zachowała jego krew, która zapewni jej wierność małżeńską. Po latach, kiedy Herakles zaczął interesować się piękną branką Lolą, zazdrosna Dejanira postanowiła wypróbować skuteczność tego środka, nasączając krwią szatę męża. Krew okazała się zabójczym jadem wywołującym okrutne męczarnie; nie mogąc się od nich uwolnić, bohater zdecydował spalić swe ciało na stosie wzniesionym na górze Ojta. Z woli Zeusa został jednak ocalony z płomieni i jako nieśmiertelny przeniesiony do siedziby bogów na Olimp, Dejanira zaś z rozpaczy popełniła samobójstwo.
W polszczyźnie wyrażenie to oznacza działanie w dobrej wierze, które jednak przynosi fatalne skutki i może być źródłem fizycznych katuszy, wielkiego cierpienia, męczarni, od których nie sposób się uwolnić.